# Departamento Tafí Viejo

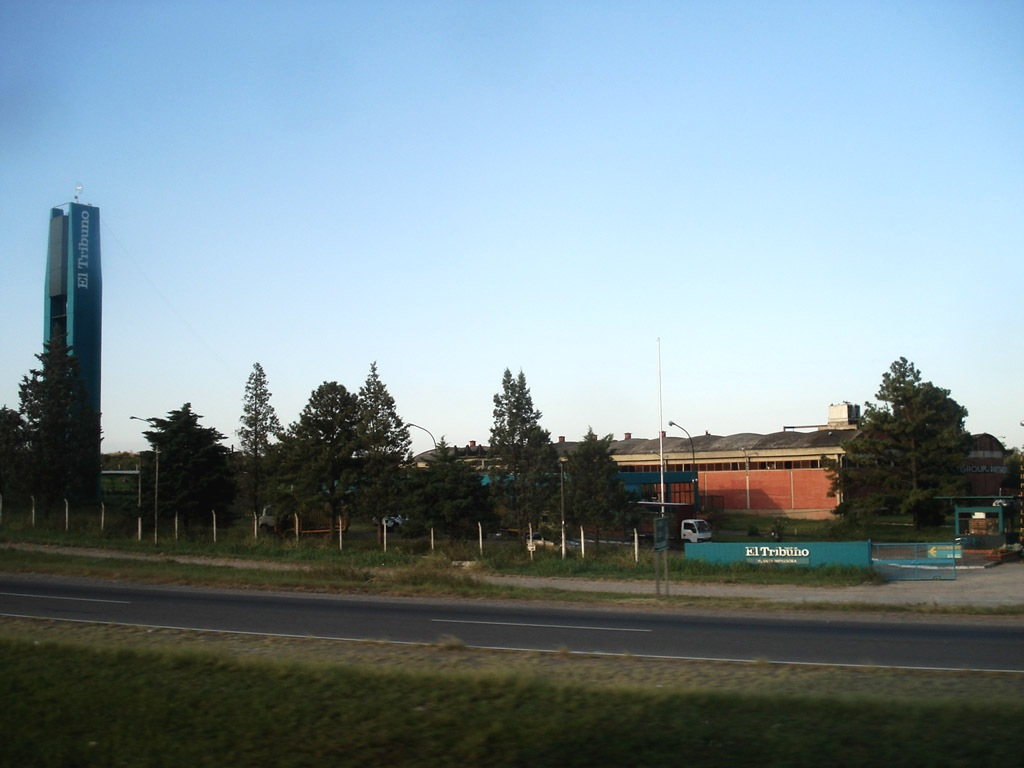

El departamento de Tafí Viejo es un departamento de la provincia argentina de Tucumán, creado en 1976 por la reforma de la constitución de la provincia, que lo dividió del antiguo departamento Tafí. Su cabecera es la ciudad homónima. Limita al norte con el departamento Trancas, al este con Burruyacú y Cruz Alta, al sur con Capital, Yerba Buena y Lules, y al oeste con Tafí del Valle.

## Población
En 2010 el departamento contó con 121 638 habitantes.
Para el censo 2022 el departamento registró 172 986 habitantes; lo que representó un aumento en la cantidad de personas del 42,2% mayor que el crecimiento poblacional provinciala situado en 16,6%. Estos datos le valieron al departamento tener la tercera mayor población y el segundo mayor crecimiento poblacional de la provincia .
El departamento Tafí Viejo cuenta con dos núcleos poblacionales de importancia: la propia ciudad de Tafí Viejo y el municipio de Las Talitas, que creció como una continuación de la ciudad capital hacia el norte.

## Historia
Las tierras que ocupa habían sido entregadas, en la época colonial, al encomendero Melián de Leguizamón y Guevara. En 1781 se cita la compra de tierras con el nombre de Tafí Viejo por parte de Catalina de Aráoz de Facundo Tejerina y Barrera a Juan Clemente Méndez y José Martín Méndez. Posteriormente, en 1782, seŕian traspasadas a María Juliana Alzogaray.
Hasta 1888, el municipio de San Miguel de Tucumán abarcaba desde la provincia de Catamarca hasta la de Santiago del Estero. Luego se realiza una nueva división territorial formando los departamentos de Tafí y Cruz Alta. En 1907, la Constitución de Tucumán reconoció el régimen municipal y el departamento de Tafí dio origen al municipio de Tafí Viejo.

## Economía
En el pasado los talleres ferroviarios ubicados en la ciudad de Tafí Viejo constituyeron el motor de la economía departamental. Actualmente, la actividad económica del departamento tiene sus bases en la producción de cítricos, en especial de limón, encontrándose en la ciudad dos plantas citrícolas de avanzada tecnología, y varias empacadoras. Al calor de la industria del limón se desarrollaron otras actividades, como la industria del Plástico.

## Gastronomía
La gastronomía de la zona tiene rasgos diferenciados de otras partes de la República Argentina derivados, en parte de sus orígenes como nudo ferroviario (y por tanto con escasa elaboración de sus platos) y centro de talleres. El reciente crecimiento de la fruticultura ha llevado a la abundante incorporación del jugo de limón o de ralladuras de este a muchos de los platos tradicionales, siendo reconocido en regiones próximas por su meritoria utilización.

## Sismicidad
La sismicidad del área de Tucumán (centro norte de Argentina) es frecuente y de intensidad baja, y un silencio sísmico de terremotos medios a graves cada 30 años.
- Sismo de 1861: aunque dicha actividad geológica catastrófica, ocurre desde épocas prehistóricas, el terremoto del 20 de marzo de 1861 (163 años) con 12.000 muertes,[4] señaló un hito importante dentro de la historia de eventos sísmicos argentinos ya que fue el más fuerte registrado y documentado en el país. A partir del mismo la política de los sucesivos gobiernos del norte y de Cuyo han ido extremando cuidados y restringiendo los códigos de construcción.[3] Y con el terremoto de San Juan de 1944 del 15 de enero de 1944 (81 años) los gobiernos tomaron estado de la enorme gravedad crónica de sismos de la región.
- Sismo de 1931: de 6,3 de intensidad, el cual destruyó parte de sus edificaciones y abrió numerosas grietas en la zona[4][3]